# بارکلی میگل پانزو
بارکلی میگل پانزو (انگلیسی: Barkley Miguel Panzo؛ زادهٔ ۹ سپتامبر ۱۹۹۲) بازیکن فوتبال اهل فرانسه است.
از باشگاه‌هایی که در آن بازی کرده‌است می‌توان به باشگاه فوتبال ووکینگ اشاره کرد.